# ایفوما دیک
ایفوما دیک (انگلیسی: Ifeoma Dieke؛ زادهٔ ۲۵ فوریهٔ ۱۹۸۱) بازیکن فوتبال اهل ایالات متحده آمریکا است.
از باشگاه‌هایی که در آن بازی کرده‌است می‌توان به باشگاه فوتبال آپولون لیماسول، بوستون بریکرز، شیکاگو رد استارز، و کیوب ایکو اشاره کرد.
وی همچنین در تیم‌های ملی فوتبال زنان اسکاتلند و Great Britain women's Olympic football team بازی کرده‌است.